# 水溜りボンドのオールナイトニッポン0(ZERO)
『水溜りボンドのオールナイトニッポン0(ZERO)』（みずたまりボンドのオールナイトニッポンゼロ）は、かつてニッポン放送をキーステーションに全国ネットで放送されていたラジオ番組。2020年4月3日（4月2日深夜）より放送開始。
パーソナリティはYouTuberの水溜りボンド。

## 概要
2019年7月14日（7月13日深夜）に水溜りボンドが単発で担当した「オールナイトニッポン0(ZERO)」が好評を博したことから、2020年1月2日（1月1日深夜）に再度単発で「オールナイトニッポン0(ZERO)」を担当。これらの反響が大きかったことから、レギュラー起用されることとなった。
記者会見で、水溜りボンドのカンタは「今までに2回、「オールナイトニッポン0(ZERO)」をやらせていただきましたが、レスポンスがすごくて、Twitterのトレンドにも入って、いろいろな経験をさせていただきました。僕らは「オールナイトニッポン」を聞いていたので、本当に夢みたいな状況です。一生懸命やるのでよろしくお願いします。」と抱負を述べている。
オールナイトニッポンプロデューサーの冨山雄一は今回の起用について「水溜りボンドさんに関しては特番の数字自体も良かったですし、2人ともラジオやりたいという意気込みをすごく持っていました。そしてYouTuberというのが魅力的で、今までの僕たちの文脈とはまったく違う『オールナイトニッポン0(ZERO)』の作り方ができるんじゃないかなと。まさにラジオとYouTube、アナログとデジタルの融合ができるのではと期待しています。」と述べている。
なお、YouTuberが「オールナイトニッポン」のレギュラーパーソナリティを務めるのは「オールナイトニッポン」の歴史上初めてとなり、ニッポン放送での番組起用も初めてとなる。
2021年2月26日（25日深夜）放送分にて、2021年4月より毎月最終土曜日の3:00（日曜深夜）に放送枠が移動し、月一回の放送になることが発表された。また同年4月26日には番組本である『水溜り本―水溜りボンドのオールナイトニッポン０（ZERO）深夜のアミーゴ―』（扶桑社）が発売される事も同時に発表された。
2021年6月27日（26日深夜）から同年12月26日（25日深夜）にかけて、トミーが不祥事による活動休止等の理由でこの番組に出演しなかった。トミーが出演しなかった期間は、カンタが一人でパーソナリティを務めた『水溜りボンド・カンタのオールナイトニッポン0』が放送された。

## パーソナリティ
- 水溜りボンド（トミー・カンタ）

## スタッフ
- ディレクター：小鍛冶優子
- ミキサー：松本
- 構成：高橋亘(トゥルーマン翔)
- サブ作家：高垣雄海

## コーナー

### 現在
オンエアー曲募集
毎週放送中に流してほしい曲をTwitterで募集している。22時〜24時の間に番組ハッシュタグをつけて投稿された曲の中から選ばれる。
曲を発表する際は、カンタが甲高い声で「Twitterの青い鳥が届けてくれましたよ！」という。他にもヘリコプターなど様々なバリエーションがある。
番組の最後に採用した曲の投稿者（Twitterのアカウント名）を発表する。
月刊ラジTube
6年間YouTubeの毎日投稿を続けてきた水溜りボンドが、リスナーから送られてきたYouTuber、動画投稿などに関する質問に応えていくコーナー。
月1放送となったため週刊ではなく月刊になった。

### 過去
水溜り。をプロデュース！！
ラジオに関しては素人である水溜りボンドに、リスナーがラジオで行ったら面白いと思うアイデアをプロデュースしていくコーナー。
採用されたアイデアは実際に行い、次の週の番組冒頭に『水溜りプロデュース報告』と題し報告を行う。
週刊ラジTube
5年間YouTubeの毎日投稿を続けている水溜りボンドが、リスナーから送られてきたYouTuber、動画投稿などに関する質問に応えていくコーナー。
『週刊』と名を冠しているが二人のフリートークが長くなってしまい、コーナー自体が行われないことが多くなってきている。
さよなら、チェーンソーの会
4時台冒頭のジングルコーナー（録音）。直前番組のパーソナリティーを務める岡村隆史（ナインティナイン）から、「チェーンソーで公共物を破壊する模様を動画に納め、それを娯楽としている極悪集団」との誤解を受けている水溜りボンドが、その誤解を解きほぐしていく。
最後にトミーが謝るのがお決まりとなっている。
6月の後半からは1通から3〜4通になり、6月24日深夜の放送では、トミーが謝りきれずにコーナーが終わってしまうことがあった。
ありがとう、ハーゲンダッツの会
ハーゲンダッツジャパンがチェーンソーの会のタッグパートナーになったことに伴う8月限定のコーナー。
みんなと！週刊ラジTube
2021年1月10日に行われる番組イベントのために、水溜りボンドが制作する限定動画のアイデアを募集するコーナー。
キセキ
2021年1月10日に行われる番組イベントにて、トミーがGReeeeNの『キセキ』を歌う際に、スクリーンに流れるライブ演出映像のアイデアを募集するコーナー。
しあわせになろうよ！夢中人の会
クラシエがスポンサー。暮らしに夢中だから知っている「マイナーな情報」「業界の意外なルール」を紹介するコーナー。
End Of Tommy -春-
週イチ時代にメールテーマで募集した「End Of Tommy」をコーナー化。
四季折々の生活の中で、トミーが終わってしまったことを募集するコーナーの春編。
カンタ、アビリティ案内
End Of Tommy -初夏-
週イチ時代にメールテーマで募集した「End Of Tommy」をコーナー化。
四季折々の生活の中で、トミーが終わってしまったことを募集するコーナーの初夏編。

## ゲスト
| 放送日         | ゲスト                                       |
| -------------- | -------------------------------------------- |
| 2020年6月11日  | 小宮浩信（三四郎）、しゅーじまん             |
| 2020年7月23日  | あいみょん（冒頭のみサプライズ出演）         |
| 2020年8月13日  | 藤原聡（Official髭男dism）                   |
| 2020年9月10日  | 田村淳（ロンドンブーツ1号2号）               |
| 2020年10月22日 | カジサック、はじめしゃちょー                 |
| 2020年11月5日  | いっせい（MixChannelアフタートークのみ出演） |
| 2020年12月17日 | ヤバイTシャツ屋さん                          |
| 2021年2月18日  | 山口一郎（サカナクション）                   |
| 2021年7月31日  | はじめしゃちょー                             |

## イベント
「水溜りボンドのオールナイトニッポン0 リスナーアミーゴフェスティバル」（2021年1月10日、東京国際フォーラム ホールA - 中止
- 番組スタートから9ヶ月でイベントを行うのはANN史上最速。イベント名の"リスナーアミーゴ"は、カンタが番組内でリスナーのことをリスナーアミーゴと呼ぶことからつけられた。アミーゴに関連してメキシコ要素が盛り込まれている。新型コロナウイルスの影響で、中止となった。

「水溜りボンドのオールナイトニッポン0 リスナーアミーゴフェスティバル ～Remember Me～ マラカス・チェーンソー」（2021年10月9日・10日、日本青年館 ）
- 中止となった上記のイベントの振替え公演として開催。トミーが活動休止中のため、カンタ一人での出演。現時点で発表されているゲストは渋谷ジャパン、（おるたなChannel、両日出演）、ないとー（おるたなChannel、9日公演のみ）、しゅーじまん（VTR出演、両日出演）、Pさん（9日公演のみ）、真空ジェシカ（10日公演のみ）、Gパンパンダ（10日公演のみ）。

## 代理番組
- 2020年9月24日 - オズワルドのオールナイトニッポン0
- 2020年12月24日 - Kis-My-Ft2・SixTONES（ラジオ・チャリティー・ミュージックソン）
- 2020年12月31日 - 三四郎のオールナイトニッポン 年越し初笑いスペシャル2020→2021
- 2021年6月26日、7月31日、8月28日、9月25日、10月30日、11月27日、12月25日 - 水溜りボンド・カンタのオールナイトニッポン0

## ネット局と放送時間

### 金曜（木曜深夜）時代
| 放送対象地域  | 放送局                    | 放送期間                      | 放送時間                   | 備考       |
| ------------- | ------------------------- | ----------------------------- | -------------------------- | ---------- |
| 関東広域圏    | ニッポン放送（LF） 制作局 | 2020年4月3日 - 2021年3月26日  | 金曜 3:00 - 4:30(木曜深夜) | 同時ネット |
| 北海道        | STVラジオ（STV）          | 2020年4月3日 - 2021年3月26日  | 金曜 3:00 - 4:30(木曜深夜) | 同時ネット |
| 宮城県        | 東北放送（TBC）           | 2020年4月3日 - 2021年3月26日  | 金曜 3:00 - 4:30(木曜深夜) | 同時ネット |
| 茨城県        | 茨城放送（IBS）           | 2020年4月3日 - 2021年3月26日  | 金曜 3:00 - 4:30(木曜深夜) | 同時ネット |
| 栃木県        | 栃木放送（CRT）           | 2020年4月3日 - 2021年3月26日  | 金曜 3:00 - 4:30(木曜深夜) | 同時ネット |
| 新潟県        | 新潟放送（BSN）           | 2020年4月3日 - 2021年3月26日  | 金曜 3:00 - 4:30(木曜深夜) | 同時ネット |
| 滋賀県 京都府 | KBS滋賀 京都放送（KBS）   | 2020年4月3日 - 2021年3月26日  | 金曜 3:00 - 4:30(木曜深夜) | 同時ネット |
| 兵庫県        | ラジオ関西（CRK）         | 2020年4月3日 - 2021年3月26日  | 金曜 3:00 - 4:30(木曜深夜) | 同時ネット |
| 愛媛県        | 南海放送（RNB）           | 2020年4月3日 - 2021年3月26日  | 金曜 3:00 - 4:30(木曜深夜) | 同時ネット |
| 高知県        | 高知放送（RKC）           | 2020年4月3日 - 2021年3月26日  | 金曜 3:00 - 4:30(木曜深夜) | 同時ネット |
| 福岡県        | 九州朝日放送（KBC）       | 2020年4月3日 - 2021年3月26日  | 金曜 3:00 - 4:30(木曜深夜) | 同時ネット |
| 香川県        | 西日本放送（RNC）         | 2020年4月3日 - 2021年3月26日  | 金曜 3:00 - 4:00(木曜深夜) | 同時ネット |
| 富山県        | 北日本放送（KNB）         | 2020年10月2日 - 2021年3月26日 | 金曜 3:00 - 4:30(木曜深夜) | 同時ネット |
| 長野県        | 信越放送（SBC）           | 2020年10月2日 - 2021年3月26日 | 金曜 3:00 - 4:30(木曜深夜) | 同時ネット |

※南海放送は2020年9月までは4:00で飛び降りていた。

## エピソード
2020年7月9日（15回目）の放送では、番組ステッカーが完成したことが発表された。デザインは、以前「水溜りをプロデュース」のコーナーにてトミーがデザインしたものである。在庫は1000枚あり、毎週5名にプレゼントされる。

2020年7月16日（16回目）の放送の「水溜りプロデュース報告」では、「トイザらスに行って最新のおもちゃを買ってくる」という課題に対して、トミーが子供用のポルシェを購入。スタジオの机にのせての放送となった。（車にはミックマが乗車）ポルシェはノベルティとしてプレゼントされた。
2020年7月23日（17回目）の放送では、前枠（特別番組）「あいみょんのオールナイトニッポン」のパーソナリティあいみょんに挨拶はできたものの、カンタが写真を断ってしまい写真を撮ることができなかったことを冒頭で発表した。
しかし、カンタが「あいみょ〜ん」と叫んでいるとあいみょんがブースに登場。写真を撮ることにも成功した。
2020年8月6日（19回目）の放送から、「さよなら、チェーンソーの会」にハーゲンダッツジャパンがタッグパートナーになることが発表された。それに伴い、「さよならチェーンソーの会」は8月限定で「ありがとう、ハーゲンダッツの会」となった。
2020年8月14日（20回目）の放送ではバンド「official髭男dism」のボーカルである藤原聡がゲストで登場。最初はリモート中継で出演していたが実はこれはカンタに対するドッキリであり、番組途中からニッポン放送の別スタジオ内に待機していた藤原がスタジオに合流した。
2020年12月17日（37回目）の放送では、GReeeeNからメールで「キセキ」のMVの使用許可をもらった。
2021年3月11日（47回目）の放送では、会場の維持費をクラウドファンディングしていた際に、大学生時代にお世話になっていた事からトミーが44万円を支援したライブハウス『中野 Studio twl』にて生放送を行った。
2021年3月18日（48回目）の放送では「かがやけ！全国YouTuberテレホン」という、YouTuberに電話をする企画を実施。パパラピーズ、東海オンエアのてつや、スカイピースのテオくん、夕闇に誘いし漆黒の天使達の小柳とともやん、はじめしゃちょー、しゅーじまん（三四郎 相田周二）が電話で出演した。スカイピースのじんたんとは機材トラブルがあり繋がらなかった。
東海オンエアのてつやが不適切な発言をしたとして、トミーが謝罪した。
また電話出演はしていないが、話題にあがったおるたなChannelの渋谷ジャパンの「ジャパさん」がTwitterのトレンド3位になった。

2021年4月26日に番組本『水溜り本』を発売。5月5日には発売を記念してイマジンスタジオにて生配信を行った。

2021年6月24日付の『週刊文春』において、新型コロナウイルス感染拡大に伴う緊急事態宣言下であるにもかかわらず、複数のYouTuberが東京都内に集まり、飲酒を伴うパーティーを行い、その中に水溜りボンドのトミーも参加していたことが報じられた。これを受けて、トミーは当面の間活動休止することを同月25日配信のYouTubeチャンネルにおいて発表したのに伴い、同月27日放送分はカンタのみの出演となる事が同月25日にニッポン放送から発表された。

## 放送時間変更事例
- 2020年7月3日（2日深夜）放送はニッポン放送のみ『東京都知事選挙 政見放送』を放送するため3時55分までの短縮放送。なおMixChannelでのスタジオ中継とニッポン放送以外のフルネット局は裏送りで通常通り4時30分まで放送/配信された。